# Metal Gear Solid V: The Phantom Pain
Metal Gear Solid V: The Phantom Pain – komputerowa gra z gatunku skradanek, wyprodukowana przez japońskie studio Konami. Gra została wydana 1 września 2015 roku na platformę PC, PlayStation 4, PlayStation 3, Xbox One oraz Xbox 360.

## Fabuła
Głównym bohaterem Metal Gear Solid V: The Phantom Pain jest Punished Snake, który obudził się po dziewięciu latach śpiączki spowodowanej ranami odniesionymi w Metal Gear Solid V: Ground Zeroes. Wkrótce szpital w którym przebywa Snake zostaje zaatakowany przez uzbrojonych napastników i decyduje się on na ucieczkę. Pomaga mu w tym pacjent szpitala z zasłoniętą twarzą, przedstawiający się jako Ishmael. Snake następnie zostaje przywódcą armii Diamond Dogs i zaczyna śledzić organizację terrorystyczną, odpowiedzialną za jego problemy i śmierć towarzyszy. Akcja gry rozgrywa się między innymi w Afganistanie i Afryce.

## Rozgrywka
Gracz może rozwiązywać misje w otwartym świecie na wiele sposobów. W grze występuje cykl nocy i dnia, a gracz może przyspieszyć upływ czasu za pomocą specjalnego e-papierosa.
Gra zawiera moduł Metal Gear Online, który umożliwia rozgrywkę wieloosobową.
Metal Gear Solid V: The Phantom Pain powstał na silniku Fox.